# NGC 962
NGC 962 è una galassia ellittica situata nella costellazione dell'Ariete, a una distanza di circa 211 milioni di anni luce dalla nostra Via Lattea.

## Scoperta
La galassia è stata scoperta il 13 dicembre 1871 dall'astronomo francese Édouard Stephan.